# Villagrossa (Castel d'Ario)
Villagrossa è una frazione del comune di Castel d'Ario, in provincia di Mantova.

## Monumenti e luoghi d'interesse
- Chiesa di Villagrossa, eretta nel 1544 per volontà del cardinale Ercole Gonzaga
- Corte Grande, edificata tra Quattrocento e Settecento fu di proprietà dei Gonzaga